# Kolstad Håndball
El Kolstad Håndball es un club de balonmano noruego de la localidad de Trondheim.
En 2021, con la entrada de REMA 1000 como patrocinador se aseguró la presencia de jugadores como Sander Sagosen o Magnus Rød para 2023, o Torbjørn Bergerud o Sigvaldi Guðjónsson para 2022, con el objetivo de convertirse en el mejor equipo de Noruega.

## Palmarés
- Liga de Noruega de balonmano (2): 2023, 2024
- Copa de Noruega de balonmano (2): 2023, 2024

## Plantilla 2024-25
|  | Porteros - 01 Lars Eggen Rismark - 12 Sigurjón Guðmundsson - 30 Torbjørn Bergerud Extremos izquierdos - 07 Adrian Aalberg - 17 Magnus Stølefjell Extremos derechos - 48 Sigvaldi Guðjónsson - 72 Erlend Johnsen Pívots - 14 Magnus Gullerud - 15 Sveinn Jóhannsson - 19 Ruben Meder - 42 Martin Hernes Hovde | Laterales izquierdos - 04 Vetle Eck Aga - 06 Leon Owrenn Bronken - 22 Simon Jeppsson - 25 Simen Lyse Centrales - 09 Benedikt Gunnar Óskarsson - 23 Gøran Johannessen Laterales derechos - 03 Emre Christoffer Berge - 10 Magnus Søndenå - 11 Arnór Snær Óskarsson |